# Jacopo Dal Verme
Jacopo Dal Verme (né à Vérone le 23 juin 1350, et mort à Venise le 12 février 1409) est un condottiere italien.
Il fut seigneur d'Asparetto (it), Bobbio, Borgonovo Val Tidone, Busseto, Canevino, Fortunago, Gardone Val Trompia, Monguzzo, Nogarole Rocca, Pianello Val Tidone, Pecorara, Pieve di Incino, Poviglio, Rivergaro, Rocca d'Olgisio, Romagnese, Ruino, Sanguinetto, Trebecco (it) et Zavattarello.

## Biographie

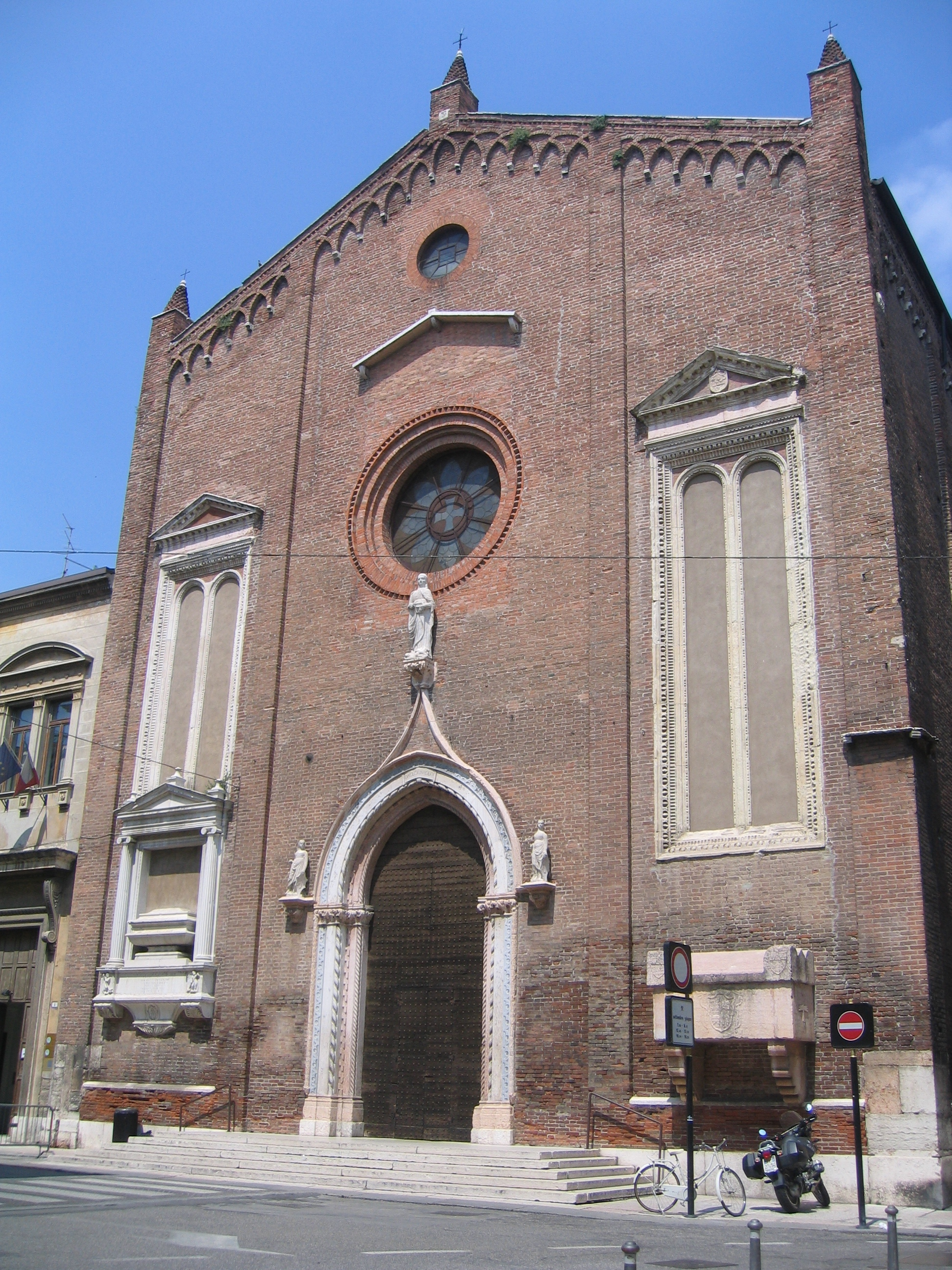
Vérone,Église Sant'Eufemia, mausolée des Dal Verme.

Fils de Luchino Dal Verme (it) et de Jacopa de' Malvicini, il fut l'un des condottieri les plus célèbres de son époque.

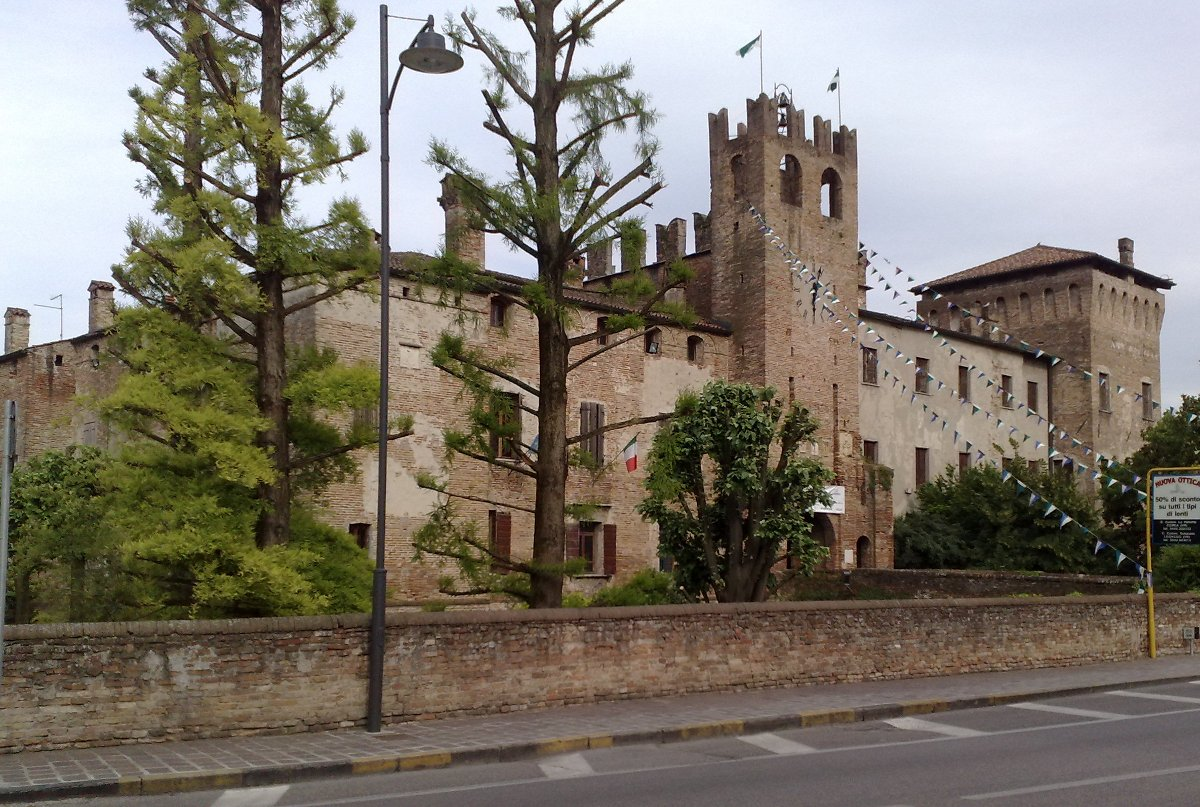
Château de Sanguinetto

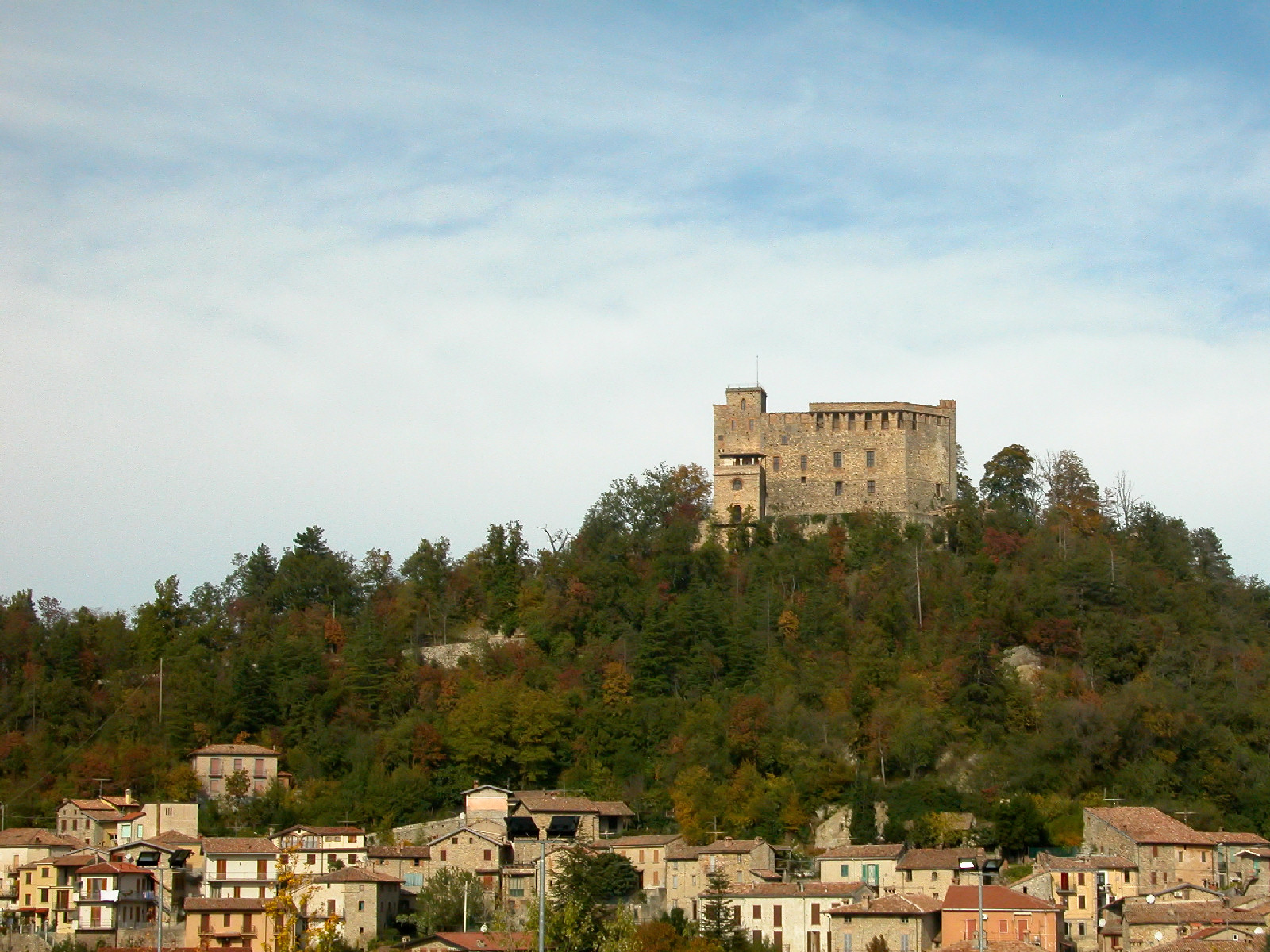

Le début de sa carrière militaire remonte à 1366, d'abord au service d'Alberico da Barbiano, puis de Cansignorio della Scala, seigneur de Vérone, qui en 1368 le mit en opposition aux Bonacossi, seigneurs de Mantoue, en soutien à l'allié Bernabò Visconti contre la ligue guelfe.
En février 1369, il est engagé par les Visconti de Milan et est envoyé par Galeazzo II Visconti au Piémont où il récupère la ville d'Alba. En février 1370, il est adoubé chevalier par le marquis Frédéric II de Saluces, en guerre contre le Montferrat, où Dal Verme affronte les troupes du comte Amédée VI de Savoie.
En juin 1372, Galeazzo II Visconti l'engage pour reconquérir Castel San Giovanni et la Val Tidone (it), tombées aux mains des guelfes. La ville est défendue avec force par Dondaccio Malvicini Fontana di Piacenza et le siège échoue, se limitant à des raids dans le territoire de la Val Tidone.
Après la mort de Giovanni II du Montferrat, Galeazzo II Visconti lance une campagne militaire pour s'emparer du Montferrat, et Dal Verme est l'un des principaux condottieri qui, en juillet 1372, assiègent Asti, défendue par Othon IV de Brunswick-Grubenhagen pour le compte du jeune marquis Otton III de Montferrat. L'assaut est repoussé par un nombre important de troupes menées par le comte Amédée VI de Savoie, envoyées en aide au Montferrat. Contraint de se retirer, Dal Verme assiège ensuite Casale Monferrato. Avec la formation d'une ligue pour défendre le Montferrat, les alliances se défont et la campagne se termine avec la défense de Biella par les troupes savoyardes. En août 1376, il est envoyé en mission diplomatique à Avignon auprès du pape Grégoire XI avec les ambassadeurs Antoniolo Lucini, Tommaso di Groppello et Vassallino Bossi : un accord est conclu et ratifié par les Visconti en décembre au château de Pavie. En 1377, il défend à nouveau Biella contre une attaque des Génois engagés par les Fieschi pour libérer l'évêque Giovanni Fieschi capturé et emprisonné par les citoyens.
En mars 1377, les biens confisqués à ses proches lors de la révolte de Frignano della Scala en 1354 sont restitués par les Scaligeri. De retour en mai 1378 pour servir à nouveau les Scaligeri, probablement avec l'assentiment et la complicité de Galeazzo II Visconti, il est nommé commandant des troupes véronaises par Bartolomeo II della Scala et utilisé pour empêcher Bernabò Visconti et sa femme Regina Della Scala de renverser la seigneurie de Vérone. Toujours la même année, alors qu'il contient les troupes milanaises, il parvient avec habileté à stopper les troupes vénitiennes qui pénètrent par le Polesine, dirigées par Giacomo Cavalli (it), les obligeant à se retirer. Bartolomeo et Antonio della Scala le récompensent en lui accordant la seigneurie de Sanguinetto et le fief d'Asparetto, qui s'ajoutent aux biens et fiefs familiaux récupérés.
Après la signature de la paix avec Vérone, en raison de ses compétences militaires, il est nommé conseiller de Gian Galeazzo Visconti en 1378. Le 4 août de la même année, Galeazzo Visconti décède et il retourne immédiatement à la cour, à Pavie, pour prendre place aux côtés du nouveau comte, Gian Galeazzo, lors de la conclusion de la paix entre les Visconti et le comte de Savoie. En octobre 1378, Gian Galeazzo lui confère les seigneuries de la Val Tidone et des fiefs de Pianello Val Tidone, Borgonovo Val Tidone et du château de Rocca d'Olgisio (it). Le marquis Antonio Porro (it), seigneur de Corte Brugnatella, est témoin de cet acte, qui se répétera en janvier 1383. Toujours en octobre, il obtient également la citoyenneté de Plaisance.
En 1379, il est nommé capitaine général et mène une nouvelle attaque dans le Montferrat contre Giovanni III, conquérant la ville d'Asti. À partir de ce moment, Dal Verme s'impose comme l'un des principaux conseillers de Gian Galeazzo et joue un rôle décisif dans l'expansion territoriale des Visconti. En janvier de la même année, il est à Santhià pour la conclusion d'une trêve avec Ottone di Brunswick, trêve confirmée l'année suivante à Vercelli en présence du marquis Théodore II du Montferrat. Pour ses exploits en août, Gian Galeazzo lui confère la seigneurie de Pecorara et sa vallée ainsi que les fiefs de Marzonago, Pozzo, Suzzano, Busseto, Cogoleto et Caprile, avec la seigneurie de Pieve d’Incino et divers fiefs, et Monguzzo avec son château. En janvier 1383, il est investi de la seigneurie de Romagnese, en présence de Boniface de Cocconato et toujours du marquis Antonio Porro. En mars de la même année, l'évêque de Bobbio, Roberto Lanfranchi, après avoir ratifié la cession de Romagnese moyennant une redevance annuelle de 50 livres impériales, lui accorde également en Val Tidone les fiefs et le château de Lazarello avec les bourgs de Costalta, Casella et Moraschi et Ruino. Gian Galeazzo Visconti lui confirme également une donation faite à son père Luchino, consistant en cent cinquante perches situées à Pieve d'Incino et quatre-vingt-dix-huit dans le fief de Castelmarte.
Dans un premier temps, Gian Galeazzo Visconti se contente de rester dans l'ombre de son oncle Bernabò. Il cherche prudemment à étendre l'influence milanaise vers Gênes et le Montferrat, entrant ainsi en conflit avec les intérêts de la solide domination savoyarde. Bernabò renforce d'abord sa propre position dans la Lombardie orientale et cherche de nouvelles alliances. Ainsi, d'une part, en 1381, il conclut une alliance matrimoniale avec Antonio della Scala, qui venait de s'emparer du gouvernement véronais après avoir fait assassiner son frère Bartolomeo par ses partisans ; d'autre part, il tisse des liens d'amitié avec la France. Cette nouvelle politique menace progressivement la position de Gian Galeazzo, qui décide d'entrer en conflit avec son oncle et de réunifier l'État viscontéen. Dal Verme, écœuré par le fratricide commis par Antonio della Scala, décide d'abandonner définitivement l'alliance historique avec la famille véronaise et de se ranger définitivement du côté des Visconti.
Il participe donc en mai 1385 à la capture de Bernabò Visconti, ordonnée par son neveu Gian Galeazzo pour réunifier le duché de Milan. Milan ainsi que la moitié orientale du domaine viscontéen passent rapidement sous le contrôle de Gian Galeazzo. Dal Verme occupe, au nom de son seigneur, les villes de Crémone, se rend ensuite à Parme avec Niccolò Terzi (it) et maintient la ville fidèle au nouveau seigneur aux dépens de Carlo Visconti. Par la suite, il obtient le fief de Brescello avec le château et entre à Reggio Emilia (dont il est nommé podestat) avec de nombreux hommes d'armes.
En octobre 1385, il reçoit en fief de la part des Visconti Viganò et Rocca d'Olgisio, puis se voit accorder la citoyenneté de Parme, une propriété et une résidence près de San Giorgio.
Au début de 1387, Dal Verme suit le condottiere Lucio Lando avec une compagnie de 800 armuriers à cheval contre la rebelle Bologne, puis à Castrocaro contre les Ordelaffi, mais l'entreprise échoue. En avril de la même année, il se rend à Pavie pour les négociations du mariage de Valentina Visconti avec le duc Louis Ier de Valois-Orléans.
Après la conquête de Vérone en 1387, à laquelle Dal Verme n'a pas participé, les Visconti envisagent d'occuper également Padoue, gouvernée par les Carraresi, et Jacopo Dal Verme y joue un rôle important en tant que politicien et militaire. Profitant des querelles entre les Vénitiens et les Padouans, Jacopo obtient leur reddition et en 1388 reçoit en échange l'inscription au patriciat vénitien et la régalia de leur palais de San Polo à Venise.
En février 1389, il est investi par l'évêque de Bobbio de la seigneurie de Zavattarello et de ses environs avec les fiefs de Canevino, Trebecco et d'autres, aux dépens des Landi qui depuis de nombreuses années ne reconnaissaient pas à la Diocèse de Bobbio la redevance due pour l'investiture. Il s'engage à payer à l'évêque Roberto Lanfranchi 113 livres impériales par an et à remettre un esturgeon. Le pape Boniface IX confirmera peu après les cessions effectuées en sa faveur par le prélat.
Pendant ce temps, Jacopo participe activement au plan des seigneurs de Milan pour conquérir Bologne et Florence. Mais la reconquête de Padoue par Francesco II da Carrara en 1390 ralentit leurs plans. À l'arrivée des Français en Italie, craignant le trop grand pouvoir acquis par les Visconti, ils se rangent sous les murs d'Alexandrie sous le commandement du comte Jean III d'Armagnac. S'ensuit une violente bataille engagée par les troupes viscontiennes commandées par Dal Verme, et le 25 juillet 1391, avec la défaite des Français, le comte d'Armagnac perd la vie.
Jacopo fut ensuite employé dans quelques escarmouches en Toscane aux frais des Florentins, mais cet engagement fut de courte durée, car en 1397 les Visconti étaient engagés dans la guerre contre les Gonzague de Mantoue. Jacopo commanda l'armée occupant Borgoforte et Governolo (it), mais fut vaincu par les troupes mantouanes dirigées par Carlo Malatesta. Dal Verme traita la paix à Mantoue avec Francesco I Gonzague en échange de sa sortie de la ligue antiviscontéenne.
L'attention des Visconti se tourna vers la conquête de Bologne, gouvernée par Giovanni Bentivoglio. Dal Verme, accompagné d'Alberico da Barbiano, engagea la bataille de Casalecchio le 26 juin 1402 ; Bologne fut conquise et Bentivoglio fut tué. Le 3 septembre de la même année, le duché de Milan fut secoué par la mort de Gian Galeazzo Visconti : Jacopo fut chargé de céder Bologne. La crise dans le duché de Milan entraîna la conquête de Vérone par Francesco II da Carrara, qui paya le prix fort car Jacopo traita avec les Vénitiens la remise du Carrarese, qui mit fin à sa vie en 1406 dans les prisons vénitiennes.
Rappelé à Milan par Giovanni Maria Visconti, successeur de Gian Galeazzo, craignant la menace de Facino Cane, il l'attaqua lors de la bataille de Binasco, sortant vainqueur. En 1407, les relations avec le duc de Milan se détériorèrent et Jacopo Dal Verme passa au service de la république de Venise. Mais ses services furent interrompus en 1409, lorsqu'il succomba à la mort à Venise.
Il fut enterré aux côtés de son père dans l'église Sant'Eufemia de Vérone, mausolée de la famille.

## Descendance
Jacopo Dal Verme épousa en premières noces Cia degli Ubaldini de Florence et en secondes noces Francesca Brancaleoni. Il eut trois fils :
- Luigi (it)(1390-1449), condottiere, homme politique et diplomate, suivit les traces de son père en entreprenant une brillante carrière militaire. Il devint comte de Sanguinetto, puis également de Bobbio et Voghera ;
- Pietrantonio (?-1449) ;
- Antonio (?-1449), podestat de Bologne.

Il eut également deux fils naturels :
- Francesco ;
- Peterlino (?-1443), condottiere.